# 티에리 튀소
티에리 튀소(프랑스어: Thierry Tusseau, 1958년 1월 19일, 일-드-프랑스 노장-쉬르-마른 ~)는 프랑스의 전직 프로 축구 선수로, 현역 시절 수비수로 활약했다. 프랑스의 보르도(1983–1986)에서 활약한 그는 1986년 월드컵에 프랑스 국가대표팀 일원으로 참가했고, 1984년에 유럽 선수권 대회 우승도 경험했다.

## 클럽 경력
튀소는 발-드-마른 주 노장-쉬르-마른 출신이다. 그는 현역 시절에 낭트(1977–1983), 보르도(1983–1986), 라싱 파리/마트라 라싱(1986–1988, 1987년에 라싱 파리가 마트라 라싱으로 개칭), 그리고 랭스(1988–1991)에서 활약했다.

## 국가대표팀 경력
튀소는 안방에서 열린 1984년 유럽 선수권 대회를 제패한 프랑스 국가대표팀 일원으로, 1986년 월드컵에도 자국을 대표로 참가했다. 튀소는 1970년대부터 1980년대까지 총 22번의 국가대표팀 경기에 출전(득점 없음)했다.